# カニェロス・デ・ロス・モチス
カニェロス・デ・ロス・モチス（西: Cañeros de Los Mochis）は、メキシコシナロア州ロスモチスをフランチャイズとし、メキシコで開催されているプロ野球のウィンターリーグであるリーガ・メヒカーナ・デル・パシフィコ所属の野球チームである。本拠地球場はエスタディオ・エミリオ・イバーラ・アルマーダ。

## 歴史
モチスの企業家グループが1947年に設立。1984年と2003年に優勝している。
日本人選手では2017年に東北楽天ゴールデンイーグルスのオコエ瑠偉が参加している。